# The Catholic World Report
The Catholic World Report (сокращённо — CWR) — международный новостной журнал, издаваемый издательством Ignatius Press и освещающий вопросы, связанные с католической церковью. Журнал был основан Джозефом Фессио в 1991 году как ежемесячное печатное издание. В 1995 году тираж журнала составил 20 000 экземпляров. С декабря 2011 года журнал закрыл печатную версию и полностью перешёл на онлайн-формат. Среди редакторов журнала были Роберт Мойнихан (1991—1993 гг.), Филип Лоулер (1993—2005 гг.), Доменико Беттинелли, Джордж Ноймайр, и Карл Э. Олсон (с 2012 года настоящее время).
CWR известен как консервативное издание. В 1993 году Эндрю Браун, корреспондент религиозных новостей издания The Independent, описал журнал как «правый католический новостной журнал с отличными показателями точности передачи информации».
С начала 1990-х годов журнал активно критиковал сексуальное насилие со стороны священнослужителей и связанную с ним коррупцию в католической церкви.
Журнал участвовал в обсуждении социальной доктрины католической церкви.
Журнал выступал против литургического использования «Новой американской Библии, пересмотренного издания». В этом современном переводе Библии используется гендерно-нейтральный язык.
В 2013 году журнал освещал вопросы отношений ислама и католической церкви.
В 2016 году несколько лидеров сирийской Католической церкви обратились через журнал с призывом к миру в Сирии.
В 2022 году журнал выпустил материал о священнике католической церкви, который неправильно крестил людей в течение 20 лет.